# Ślimak Teodorosa

Ślimak Teodorosa

Ślimak Teodorosa, spirala Teodorosa – konstrukcja geometryczna, pozwalająca stworzyć odcinek o długości równej pierwiastkowi z danej liczby naturalnej. Zasada konstrukcji opiera się na twierdzeniu Pitagorasa. Nazwa konstrukcji pochodzi od imienia greckiego matematyka i filozofa, Teodorosa z Cyreny. Autorem konstrukcji był Jakob Heinrich Anderhub, matematyk amator, który opisał ją w pracy Joco-Seria, aus den Papieren eines reisenden Kaufmanns z 1941 roku.

## Opis konstrukcji
1. Budujemy trójkąt prostokątny o przyprostokątnych długości 1. Przeciwprostokątna trójkąta ma długość {\displaystyle {\sqrt {2}}.}
2. Konstruujemy kolejny trójkąt prostokątny, którego jedną przyprostokątną jest przeciwprostokątna trójkąta z pkt. 1, a druga przyprostokątna ma długość 1. Przeciwprostokątna otrzymanego trójkąta ma długość {\displaystyle {\sqrt {3}}.}
3. Czynność tę powtarzamy, tworząc kolejne trójkąty prostokątne. Za każdym razem jedna z przyprostokątnych jest zarazem przeciwprostokątną trójkąta z poprzedniego kroku, a druga ma długość 1. Długości przeciwprostokątnych są pierwiastkami kolejnych liczb naturalnych.

Konstrukcja w 17 kroku prowadzi do nakładania się trójkątów na siebie, jak na ilustracji obok. Jeśli będzie kontynuowana, trzecia grupa trójkątów podwójnie nakładających się na siebie nastąpi w 54. kroku itd.

## Najprostsze własności

-ty trójkąt konstrukcji

Niech {\displaystyle \varphi _{n}} oznacza kąt ostry {\displaystyle n}-tego trójkąta o wierzchołku w środku całej konstrukcji. Wówczas:
{\displaystyle \operatorname {tg} \varphi _{n}={\frac {1}{\sqrt {n}}}.}
Stąd oczywiście:
{\displaystyle \varphi _{n}=\operatorname {arctg} {\frac {1}{\sqrt {n}}}.}
Suma
{\displaystyle \sum _{k=1}^{n}\varphi _{k}}
wyznacza kąt dla przeciwprostokątnej {\displaystyle n}-tego trójkąta o długości {\displaystyle {\sqrt {n+1}}} względem przyprostokątnej o długości {\displaystyle {\sqrt {1}}} 1-go trójkąta poprowadzonej ze środka konstrukcji.
W 1958 roku Erich Teuffel udowodnił, że żadne dwie przeciwprostokątne nie pokryją się, tzn.
{\displaystyle \sum _{k=1}^{n_{1}}\varphi _{k}\neq \sum _{k=1}^{n_{2}}\varphi _{k}} dla {\displaystyle n_{1}\neq n_{2}}.

## Historia

Rozszerzony ślimak Teodorosa.

Konstrukcja zwana ślimakiem Teodorosa była niekiedy przypisywana Teodorosowi jako stosowana przez niego metoda wyznaczania odcinka o długości proporcjonalnej do pierwiastka kwadratowego z całkowitej wielokrotności danego odcinka jednostkowego. W rzeczywistości pitagorejczycy, którzy opracowali i rozwinęli metodę kwadratury wielokątów, potrafili „pierwiastkować” odcinki o dowolnej rzeczywistej nieujemnej długości. Np. kwadratura dowolnego trójkąta o podstawie 2 i wysokości {\displaystyle h} prowadziła „w jednym kroku” do konstrukcji kwadratu o boku {\displaystyle {\sqrt {h}}\ (h\in R^{+}),} podczas gdy metoda użyta w ślimaku Teodorosa jest niepraktyczna i żmudna – wyznaczenie odcinka długości {\displaystyle {\sqrt {n}}\ (n\in N)} wymaga {\displaystyle n}-krotnego powtórzenia każdego kroku konstrukcji.
Ślimak Teodorosa jest znany głównie dzięki fragmentowi dialogu Platona Teajtet będącego relacją z badań Teodorosa nad niewymiernością boków kwadratów o danych całkowitych polach.
Wzmianka o siedemnastostopowym kwadracie w zdaniu

...i tak po jednym każdy kwadrat brał pod uwagę aż do siedemnastostopowego; na tym się jakoś zatrzymał.
Platon Parmenides. Teajtet,  przeł. Władysław Witwicki. Kęty: Wydawnictwo Antyk, 2002, s. 99.

wywoływała wiele domysłów i spekulacji próbujących znaleźć przyczynę zatrzymania się Teodorosa w swoich badaniach właśnie na kwadracie o polu 17.
Przez zbieżność tej siedemnastki z siedemnastym krokiem konstrukcji ślimaka Teodorosa, w którym trójkąt nakłada się na pierwszy już narysowany, konstrukcja ta była traktowana jako jedno z możliwych wyjaśnień tego fragmentu z Platona.

## Funkcja Teodorosa i stała Teodorosa
Linia łamana, utworzona przez krótsze przyprostokątne opisanych wyżej trójkątów prostokątnych (przyprostokątne o długości 1), bywa niekiedy nazywana dyskretną spiralą Teodorosa. Philip Davis określił położenie wierzchołków tej spirali na płaszczyźnie zespolonej poprzez równanie rekurencyjne:
{\displaystyle z_{0}=1,\;\;z_{n+1}=z_{n}+i{\frac {z_{n}}{|z_{n}|}},}
gdzie {\displaystyle i} jest jednostką urojoną, {\displaystyle |z|} oznacza moduł liczby zespolonej {\displaystyle z.}
Wzór
{\displaystyle |z_{n}|={\sqrt {n+1}}}
łatwo można wykazać indukcyjnie, bo {\displaystyle |z_{0}|={\sqrt {1}}=1} oraz
{\displaystyle |z_{n}|=\left|z_{n-1}+{\frac {iz_{n-1}}{|z_{n-1}|}}\right|=|z_{n-1}|\cdot \left|1+{\frac {i}{|z_{n-1}|}}\right|\,{\stackrel {*}{=}}\,{\sqrt {n}}\cdot \left|1+{\frac {i}{\sqrt {n}}}\right|=|{\sqrt {n}}+i|={\sqrt {n+1}},}
w miejscu oznaczonym gwiazdką (*) wykorzystano założenie indukcyjne {\displaystyle |z_{n-1}|={\sqrt {n}}.}
Korzystając z powyższej własności, Davis przekształcił wzór rekurencyjny w postaci iteracyjnej
{\displaystyle z_{n}=\prod _{k=1}^{n}\left(1+{\frac {i}{\sqrt {k}}}\right).}
Zagadnienie, jak zinterpolować wierzchołki dyskretnej spirali Teodorusa za pomocą krzywej gładkiej, postawił i rozwiązał Davis, wykorzystując analogię z wzorem Eulera dla funkcji gamma jako rozszerzenia silni. Jako rozwiązanie zagadnienia przedstawił wzór:
{\displaystyle T(x)=\prod _{k=1}^{\infty }{\frac {1+{\frac {i}{\sqrt {k}}}}{1+{\frac {i}{\sqrt {k+x}}}}},}
wykazał jego zbieżność dla {\displaystyle x>-1} i zaproponował dla niego nazwę funkcja Teodorosa.
Stałą Teodorosa {\displaystyle T} nazwał Davis nachylenie (gradient) funkcji Teodorosa w punkcie {\displaystyle (0,0)}:
{\displaystyle {\begin{aligned}T&=\sum _{k=1}^{\infty }{\frac {1}{(k+1){\sqrt {k}}}}\\&=\sum _{k=1}^{\infty }{\frac {1}{k^{3/2}+k^{1/2}}}\\&={\frac {1}{2}}-\sum _{k=1}^{\infty }(-1)^{k}[\,\zeta (k+{\frac {1}{2}})-1\,]\\&=1{,}8600250...,\end{aligned}}}
gdzie {\displaystyle \zeta (z)} jest funkcją dzeta Riemanna.
Stosując zaawansowane metody analityczne i numeryczne, stałą Teodorosa do 50. miejsca po przecinku obliczył Walter Gautschi.